# Šandal
Pour les articles homonymes, voir Sandal.
Šandal est un village de Slovaquie situé dans la région de Prešov.

## Histoire
Première mention écrite du village en 1454.

## Démographie

### Évolution de la population
| Année:               | 1994. | 2004.   | 2014. | 2024.   |
| -------------------- | ----- | ------- | ----- | ------- |
| Nombre de personnes: | 315   | 300     | 312   | 318     |
| Différence:          |       | -4,76 % | +4 %  | +1,92 % |

| Année:               | 2023. | 2024.   |
| -------------------- | ----- | ------- |
| Nombre de personnes: | 316   | 318     |
| Différence:          |       | +0,63 % |